# Síndrome de pseudoexfoliació
La síndrome de pseudoexfoliació consisteix en el dipòsit d'una substància (una microfibra d'elastina) per tot el cos, d'aspecte blanc fibrilo-granular, que a nivell ocular es diposita sobre la càpsula anterior del cristal·lí i la xarxa trabecular, Va ser descrita per primera vegada per Lindberg en 1917.

## Etiologia
És un trastorn genetico-hereditari. Un estudi realitzat a Islàndia i Suècia s'ha associat aquesta síndrome amb un polimorfisme genètic en LOXL1.

## Epidemiologia
En ser ocasionat per un dipòsit, les seves manifestacions clíniques, que rarament apareixen abans dels 50 anys, augmenten a partir d'aquesta edat (doblant-se cada 10 anys). És més prevalent a Islàndia i Escandinàvia, i es considera com la més comuna de les causes secundàries (identificables) de glaucoma.

## Clínica
El dipòsit a nivell de la xarxa trabecular dificulta el drenatge de l'humor aquós, i pot conduir a glaucoma d'angle obert. Pot complicar la intervenció de cataracta, havent-se relacionat amb la síndrome de l'iris flàccid intraoperatori.